# Autocesta A5
L'autostrada A5 (in croato Autocesta A5), detta anche Slavonska autocesta («autostrada della Slavonia») è un'autostrada croata, che collega Osijek con Svilaj.
È previsto il prolungamento dell'autostrada in entrambe le direzioni: verso nord fino al confine ungherese (oltre il quale proseguirà come M6) e verso sud fino al confine bosniaco-erzegovese (oltre il quale proseguirà come A1).

## Storia
Il primo tratto della A5, che unisce lo svincolo di Sredanci a Đakovo, è stato aperto nel 2007. Il segmento Đakovo-Osijek è stato invece aperto nel 2009. Nel 2015 è stato aperto il primo tratto a sud della A3, dallo svincolo di Sredanci a Svilaj, mentre il secondo, che si estende fino al fiume Sava e al confine con la Bosnia-Erzegovina, insieme al ponte di Svilaj sul confine tra Croazia e Bosnia-Erzegovina, è stato aperto nel 2021. Il tratto Osijek-Beli Manastir è stato aperto nel 2022.